# Eparchia kyzylska i tuwińska
Eparchia kyzylska i tuwińska – jedna z eparchii Rosyjskiego Kościoła Prawosławnego, z siedzibą w Kyzyle.
Erygowana przez Święty Synod Rosyjskiego Kościoła Prawosławnego 5 października 2011 po podziale eparchii abakańskiej i kyzylskiej na dwie: abakańską i chakaską oraz kyzylską i tuwińską. Obejmuje terytorium Republiki Tuwa. Jej pierwszym ordynariuszem został 30 października 2011 biskup Teofan (Kim).